# 中野半左衛門 (景郷)
中野半左衛門(なかのはんざえもん、別名:景郷 信蔵 吟松 文化元年(1804年) - 明治7年(1874年)2月12日)は、平安時代の貴族、公家卿の末裔。江戸時代後期から明治時代初期の大庄屋格(江戸時代の地域最高位の役人、町奉行)、豪商、政商。新政府軍に多額の資金を提供し日本の近代化及び明治維新の早期化に資した人物。勤皇志士(高杉晋作初め奇兵隊諸隊)の援護活動者。長州藩長門国(山口県)の人物。日本の実業家。近代日本において殖産興業を成し得た人物。

## 人物

### 来歴（歴史）
中野半左衛門（景郷）は、平安時代の貴族、藤原秀郷（別名、田原藤太）の子孫の流れを汲む公家卿の末裔であり、藤原氏の守本尊（巨勢金岡筆春日曼荼羅）を古来より受け継ぎ現存してきた代々に亘る勤皇の名家の出であり、幕末に近代化（殖産興業）を発展させた人物である。また、幕末という時代の流れから長州藩における勤王志士の援護活動をした人物である。
その歴史は、遡ること藤原秀郷から第十三代目である尾藤氏の三郎（景信）の時、信濃国の朝廷の牧場に居住し当地の名をとって中野の姓を名乗った。この尾藤三郎（景信）の子である中野五郎左衛（景連）は鎌倉幕府の源頼朝の家臣となり、源頼朝の死後もその子孫は代々鎌倉幕府に仕えてきた。中野氏の名は『吾妻鑑（東鑑）』にも度々登場していることを左証とする。
鎌倉幕府滅亡後は、安芸国に遠のき小早川氏に仕えた。太宰府天満宮本殿を再建した小早川隆景の家臣となり筑前国に移住した折りに当地の遠賀川（上流木野）の一帯（中野邑(中野氏に因む)）を支配した。
小早川隆景の死後は、長府藩毛利秀元の家臣となり、中野幸左衛門（景広）は長府藩（長州藩）の大老となった。その後、景広の孫である中野半左衛門（景宗）の時に、萩に藩庁を置き長州藩の所領であった長門国豊浦郡殿敷村長正寺町（別名,西市殿敷長正司、現,下関市豊田町西市及び下関市豊田町殿敷）に移り住み酒造業を始めた。
中野家は幕末には、萩と下関の交通の要衝である赤間関街道(北道筋)の宿場町に指定された西市の本陣も勤めた。
幕末に活躍した中野半左衛門（景郷）は、この中野半左衛門（景宗）から第八代目の当主（半左衛門襲名者）であり、江戸時代の地域役人の最高位である大庄屋格を生涯受け続ける。
また、幕末に長府藩（長州藩）に潜居していた中山忠光卿（明治天皇の叔父）は中野半左衛門と親しくしていた。その関係で中山忠光卿の曾孫である日本の侯爵嵯峨浩（公家、華族出身）が嫁いだ愛新覚羅溥儀（清朝最後の皇帝）の弟である愛新覚羅溥傑（全国人民代表大会民族東邦委員会副主任、立命館大学名誉法学博士等）の一族と中野家は交際していた。
また、中野半左衛門（景郷）以下、遡ること平安時代からの貴族、公家卿の血筋は近代に入り豪商であり半左衛門の曾孫である中野宣治（「 早稲田大学政治経済学科出身にて徳望高かり  」左記[7]引用）に受け継がれていく。
宣治の長男である中野知徳は、東京大学出身にてフルブライト留学生としてドイツへの留学が決定していたが、当時の産業の最先端化（株式会社の組織化、魁酒造株式会社）を推し進めるため、留学を断念。次男 中野重孝は九州大学経済学部卒業後、福岡市の酒造業界へ婿入り、三男 中野昌康は慶應義塾大学医学部卒業後、同大学医学博士となり、長女 中野幸子は、関門日日新聞社社長、関門日報社顧問を務めた末光鉄之助の子息である東京都,末光正人（関門日報社社長、読売新聞社政治部記者）に嫁ぎ、次女 中野美枝子は三菱油化の東京都,社長玉井家に嫁ぐ。
現代となり、中野半左衛門の血筋は、末光民典(外資系製薬会社)、大久保香月(経営コンサルタント、シンクタンク研究員、国家機構職員、銀行員)、その他中央省庁に係る防衛省幹部、外務省外交官などに引き継がれていく。

### 生い立ち
半左衛門（景郷）9歳の時、実父が死去。それに伴い祖父の中野源蔵（景徳）に育成された。
祖父中野源蔵（景徳）は、寛政から文化文政時代の学者であり、別名を中玄子徳と号し「謁見文士録」などの文献を記した。この「謁見文士録」には頼山陽、菅茶山、広瀬淡窓などの天下の学者文士56名が明記され、その往復書簡、詩歌や書画が現存していた。
中でも、中野家が築造した還流亭は、学者談合の離れ座敷であり、当時の学者の往来の場となっていた。
このような学術の交流する環境の中、学者中野源蔵（景徳）に育成された半左衛門（景郷）は学究に勤しみ、当時の走りであった西洋学問を学び、酒造業という実業の環境もあって同時に実学も学んでいく。この半左衛門の育成環境と時代背景が相まって、半左衛門は長州藩における殖産興業事業を実施すると共に、尊王攘夷運動に係る活動を柱に、御三家の一つである一橋徳川家、並びに会津藩（現,福島県）及び桑名藩（現,三重県）に係る倒幕運動に対する新政府軍援護活動の肝要な役割を担っていく。

## 活動

### 殖産興業事業（富国策事業）

#### 通船工事事業
- 木屋川（豊浦川）の通船工事
半左衛門は青年期（19歳）という若かりし頃から、陸上での輸送機関では、人員や馬、馬車での輸送量の限界、橋梁の破損、崩落による遅延などがあり物資の運搬には限界があると考え造船通船事業の大志を抱いていた。特に、山口県長門市を源流とし下関市の周防灘（大海湾）に注ぐ木屋川（旧名,豊浦川、別名,吉田川）の大規模造船通船事業を志したが、当時の制度や技術に課題が多く、造船通船事業構想を中断した[13]。
その後、大阪に渡るなど紆余曲折の人生を歩んだが、半左衛門38歳、天保12年（1841年）4月の日記に「 豊浦川開さくの思想を発す。信蔵（半左衛門の別名）一生の大事業なり [14] 」とある。それから半左衛門は工事の全てに私財を投じ51歳にして、木屋川の通商事業を完成[1]させた（安政元年11月）。当時としては画期的なこの一大事業により一度に大量の物資が交流ができるようになり半左衛門は、その功績を基に当該河川を有料とし萩藩の通船支配権を獲得[1]した。
この一大事業に対して各界から多数の賛辞、賛物がおくられている。代表するものとして、既知の友人であり萩藩の重臣である宍戸真澂は、以下の祝辞の和歌を認めており、京都の小田海僊の師弟である大庭学僊は、絵巻物「豊浦河通船図」をお祝いに描き染めた[13]。なお、明治維新の獅子である宍戸真澂（甲子殉難十一烈士）は、禁門の変に失敗するまで、半左衛門が援護した[15]。
『此郷の活関にせむとおもひおこしつゝ年を経し　川船のかよひ始むる時　里人に真意を示すとて』 — 宍戸真澂 「 前大津宰判、宰判 」
萩藩の重臣である宍戸真澂と中野半左衛門（景郷）との関係は半左衛門39歳の頃から真澂の藩に係る資料の作成に協力していたことから（またどちらも文化元年（1804年）生まれの同年齢であったこともあり）、親密な関係となっていく[16]。
天保14年（1843年）4月14日の半左衛門日記によれば「 風土記編集の為 宍戸九郎藤来る　信蔵事務掛たり [17]」とある。前大津宰判は宍戸真澂が編集したことで有名であるが、日記によれば、宍戸真澂が中野家の邸宅を訪れ半左衛門が大いに手伝ったことが分かる[5]。
- 佐波川の通船工事
半左衛門は、安政6年（1859年）12月には周防山地を源流とし山口県防府市の周防灘（大海湾）に注ぎ、現在一級河川として知られる佐波川（別名、鯖川）の通船工事を完成[1]させた。
- その他の通船工事
  - 一級河川佐波川水系島地川の通船工事[13]。
  - 下関市内では木屋川のに次ぐ2番目の規模、山口北部でも阿武川に次いで2番目の規模を擁する粟野川の上流の通船工事[13]。
  - 山口県美祢市と長門市との境に位置する大ヶ峠付近を源流とし南下しながら、山口県山陽小野田市で周防灘に注ぐ厚狭川の通船工事[13]。

以上その他の通船事業により、物資運搬の大量化を可能とし、同時に運搬距離が短く速度が早まり長州藩における殖産事業に係る近代化の一翼を担った。半左衛門が通船事業を行なった河川では、川船や筏の通行が活発となり、物資の調達が豊かになるにとどまらず、長州藩内の人々及び来藩する人々の往来をも活発にした。この赤間関街道（北は旧萩藩周辺、南は旧長府藩周辺の交通の要所）を中心とする交通の刷新により明治維新及び文明開化のつとむる開化、引いては長州勢を主軸とした日本の近代化に資した。

#### 貿易商業事業
- 捕鯨組合設立事業[19]
  - 弘化2年（1845年）には、通浦瀬戸崎浦鯨組（捕鯨組）の結成に尽力し、長正寺町に魚市場（せり市場）を新規に設立した。
  - 安政3年（1856年）11月には、見島浦鯨組（捕鯨組）の惣都合人（総支配人）となり、長州藩内の交易に力を尽くした。
  - 明治に入り、木屋川の通船取締役となり、3つの浦の総支配人となり、山口県内の交易に力を尽くした。

特に、木屋川河口付近の船着場には、半左衛門自身が私財を投じ蔵を建て物資の備蓄を可能にしたため、人々が往来し家が立ち並び金比羅様が飾られ遊郭もでき町が形成されて行った[20]。
- 薩長交易（貿易）事業[19]
明治維新、西洋化の基盤を築いたとして、つとに有名な長州藩の家老である村田清風は、藩政改革を実施し長州藩を諸藩よりも強い雄藩に導いた。この幕末の時期に清風が、財政改革のために起用したのが、白石正一郎や中野半左衛門らの豪商政商達であった。幕末の下関海峡は、西国諸大名にとって交通の要衝であり商業の主軸地域であったため、この改革施策の要の一つとして、監督貿易会社を設置し下関を通過する貿易船を保護、その交易の財務を管理し多額の利益を長州藩にもたらした。このような清風の財政改革により長州藩の財政は再建され、幕末の長州藩における財産を諸藩より堅固なものとし新政府軍の財政支援を十分なものとした。この改革は現在の研究でも高い評価を得ている。
安政5年（1858年）7月、中野半左衛門に薩摩の役人から物資の交易の申し出があり、下関で対談し長州薩摩交易の契約書を交わした。後日、下関新地物産会所（殖産興業政策や各地の特産を専売するために設けられた諸藩の機関[21] [22]）の役を引き受け、薩摩との通商代表の役割を担った。文久元年（1861年）12月には長州藩の本藩萩藩庁から正式に薩長交易支配人を授かり、薩摩との貿易を支配した[1][19]。
なお、当地である下関の白石正一郎ではなく、西市（豊浦）の中野半左衛門が、薩長貿易の代表に選抜された経緯は以下に記述（2.2 長州藩及び長州藩士の援護活動 1 幕末長州藩の富商達）する。
- その他の藩の役職及び記載すべき系譜[19]
  - 文政13年（1830年）11月、小都合役を命じられる。
  - 弘化3年（1846年）、大庄屋（地域の各庄屋全体の政治的統治）を仰せ付かる。
  - 嘉永3年（1850年）7月、真宗西念寺の創建建築工事を完成させる。
  - 安政3年（1856年）6月、勧農産物御内用係を命じられる。
  - 安政5年（1858年）、下関新地物産会所会頭を命じられる。
  - 安政5年（1858年）、大庄屋格となる（殖産事業が多忙となり大庄屋をやめるも、大庄屋格の待遇は一生涯受ける。）。
  - 万延元年（1860年）5月、藩庁から薩摩に藩の代表（支配人）として派遣、相互の主要産物に係る貿易の交渉をまとめる。
  - 文久2年（1862年）2月、肥前藩（長崎県）五島列島との交易を始め、貿易上の協定を決める。
  - 文久3年（1863年）9月、新米入札頭取役を命じられる。
  - 文久3年（1863年）12月、穀物会所頭取役を命じられる。

### 長州藩及び長州藩士の援護活動（明治維新における活動）
半左衛門は、本業の酒造業、並びに通船工事事業及び貿易商業事業で得た莫大な財産をもって、長州藩の財政を援護（藩に対する多々多額の献金）により明治維新の早期化に貢献し、また、学者文士の集う環境の裡に育ったことによる理性と知を用いて長州藩士の援護活動及び参謀的役割を担った。
- 幕末長州藩の富商達（中野家との関係）
幕末における長州藩には、長州藩に多額の資金を提供し長州藩士（勤皇の志士たち）を援護し明治維新を成し遂げた功労者に、長州藩の三大富商と言われた下関の白石正一郎（資風）、西市の中野半左衛門（景郷）、萩の熊谷五一（義右）[23]がいる[24]。
中野家と熊谷家は、古くから親密な関係にあった。これは、熊谷家（長州藩の本藩である萩藩の御用商人）と中野家が姻戚関係にあったこと及び同じく中野家も本藩萩藩の御用商人であったことから親しい間柄を築いてきた[24]。
しかしながら、中野家と白石家とは上手くいかず疎遠な関係にあった。これは、白石正一郎が長州藩の支藩である長府藩のさらに下流の支藩である清末藩（1万石）の小資本[25]の御用商人であったことから、藩での立場（政治的立場）が弱かった（対して半左衛門の本藩萩藩は36万9千石であり、半左衛門は萩と下関の交通の要衝豊浦の最高位の役人である大庄屋格であった。）。そこで、安政5年（1858年）に、白石正一郎が、西郷隆盛などの仲介により薩摩藩の物資を長州藩に卸す交易事業を産物方役所に提出し内願したが却下された[26]。白石正一郎の代わりに薩長交易を実施したが中野半左衛門である[25][27]。これは、前出、半左衛門が萩藩宗家（長州藩本藩庁）の大庄屋格及び政商御用商人であったこと、並びに下関新地物産会所会頭を執り仕切っていたことなどの事由から、萩藩庁（本藩庁）からの命により正式な薩長交易支配人を授かり、薩摩との交易を支配したことによる（上述記載のとおり[1][19] 。）。
ただし、白石正一郎は、自身が計画した薩摩との交易事業を中野左衛門に奪われたのが苦渋であり、温厚で実直な性格で知られている正一郎を以てして自身の日記には「（中野半左衛門を）大奸物  、マガモノ 、（大悪人）[28] 」であるという侮蔑的な表現で半左衛門を非難している[25][26][28]。
付記事項
奇兵隊の結成は白石正一郎の邸宅で行われ、本拠地は同邸宅に置かれたことはつとに有名である。しかしながら、数多の戦闘を繰り広げ最後には病気（結核他循環器系の病い）が酷になった高杉晋作は、白石邸から遠ざけられた。正一郎と長年付き合ってきた木戸孝允は、商人としての打算から政治に取り入ろうとする正一郎の姿勢は当然のことであり、それ以外にもあらゆる面で晋作を擁護した正一郎を大いに理解はしているが、木戸孝允自身によれば、命を擦り減らし死の病につき既に政治的利用価値のなくなった晋作を屋敷から遠ざけ白石正一郎が最後まで面倒を見なかった行為自体が許せなかった。[29]。医者の田舎養生の勧めもあるが、最期は下関の町中にある林算九郎邸の離れ屋敷で息を引き取った（慶応３年（1867年）5月17日）[30]。
- 中山忠光の救出援護
半左衛門日記によれば、文久3年（1863年）4月、明治天皇の叔父であり孝明天皇の侍従（公家）であった中山忠光（天誅組の主将）は密かに京都を出立し、長州藩（長府藩）邸に身を寄せ、その後、半左衛門を頼り中野半左衛門の邸宅に宿泊し白石正一郎の邸宅に移った[31]。
中山忠光は下関戦争に参加するなど長州藩においても攘夷急進派としての名を馳せていた。この頃に孝明天皇の攘夷親征の詔勅（大和行幸）が発せられ京都の攘夷急進派の勢力が強まっていたことから、文久3年（1863年）8月に京都へ出発し錦の御旗（錦旗）の先鋒をすべく天誅組を組織した[32]。しかし、同年同月、八月十八日の政変（文久の政変、堺町御門の変）により京都における攘夷急進派が一掃され朝廷からも追方され、天誅組は朝臣三条実美以下七卿と共に都落ちとなり長州藩邸へ向かった[33]。主にこの頃から、長州にて京都落ちの攘夷急進派や奇兵隊諸隊その他の討幕派を世話をしたのが、上述の幕末長州藩の三大富商と言われたの白石正一郎（下関）、中野半左衛門（西市）、熊谷五一（萩）であった[24]。
宍戸真澂は天誅組その他急進派とともに、西市本陣（殿敷長正寺の本陣）の半左衛門の邸宅に在住を希望しており半左衛門に家のことを頼んでいた[31]。文久3年（1863年）9月の半左衛門日記によれば、「 宍戸九郎兵衛（宍戸真澂）様 当地在住に付 山根之家（殿敷長正寺付近）被繕普請致し候事 [34] 」とある。
西市地方の伝承では、大阪に在中していた半左衛門のところに中山忠光が逃げ込み船舶で大阪から長州へで逃したように伝えられていた[31]が、半左衛門日記を辿るとそれは間違いであり、中山忠光が大阪の長州藩邸に逃げ込み、宍戸真澂が船舶で大阪から長州へ逃したことが書かれている[35]。
その後、中山忠光は、長州藩が預かり保護していた。時折、長州藩の斡旋により半左衛門は中山忠光を月山の麓庭田（豊浦郡豊田町庭田）に潜伏させお世話をしていた[36]。
『 中山侍従 豊浦より帰り掛け 宿まり　中山侍従 送り戻りなり 』 — 中野半左衛門日記抄　文久3年11月14日
また、潜伏期間中、平戸藩主松浦清の娘であり母である中山愛子が中山忠光の様子を知りたく代理としてその乳母が面会に来ている[37]。
『 中山侍従卿乳母　卿を尋ね来る』 — 中野半左衛門日記抄　元治元年3月17日
中山忠光は、長州藩に匿われてから約1年後の元治元年（1864年）11月15日の夜に、最後の潜伏先である大田親右衛門宅[38]付近（西市長正寺町に近い豊浦郡田耕村）で長州藩恭順派5人の刺客に襲われて暗殺（絞殺）された[39]。
付記事項
  1. 中山忠光の官位復官運動のため、幕末女流歌人で勤王家中山三屋は、大政奉還後京都を出発して、伊勢国藤堂藩を訪れ建白書を提出する。また、近畿山陽の有力な志士達を歴訪し、やがて萩を訪れ熊谷五一の邸宅には長く滞在した。半左衛門日記によれば、中山三屋は中野半左衛門の邸宅に明治3年（1870年）9月から11月まで滞在し、中野家に中山三屋が描いた朝顔芽ばえ、蛍、桜その他の絵歌や書画を残していった[40]。
  2. 中山忠光は、長府藩潜伏中、下関の恩地トミを侍妾とし、トミは忠光の唯一の子息である中山南加（明治天皇の従姉妹）を忠光の死後に出産する。中山南加は、嵯峨家（日本の華族）の嵯峨公勝と婚姻する。南加の孫にあたる嵯峨浩は、愛新覚羅溥傑と婚姻した。中山忠光と中野半左衛門との親密な関係から、近代に入ってからもその関係は続き半左衛門の曾孫である中野宣治一族と忠光の曾孫姻族である愛新覚羅溥傑一族との交際は続いていた（上述記載の通り[10]。）。なお、愛新覚羅溥傑は最後の清朝皇帝でのちに満州国皇帝となった愛新覚羅溥儀（俗称、ラストエンペラー）の弟である。
- 勤皇の志士（奇兵隊諸隊他）の支援援護
宍戸真澂は、元治元年4月から長州藩の大阪藩邸の留守役として上阪していたが、会津の藩主である松平容保（京都守護職）らの排斥を目的として京都で起きた武力衝突事件である禁門の変（蛤御門の変、元治の変）に参加し大敗をすると、半左衛門の西市長正寺町に帰郷し、謹慎処分となった。これを半左衛門日記によって示す[41]。
『 宍戸左馬介（真澂）殿帰着　西京変動役罹之　於西市謹慎ナリ 』 — 中野半左衛門日記抄　元治元年8月14日
その後、甲子殉難十一烈士（きのえねじゅんなんじゅういちれっし）が起こる。長州藩内の俗論党により、元治元年（1864年）10月24日に尊皇攘夷派の11人が野山獄の投獄され、同年11月12日に宍戸真澂を筆頭に4名が、さらに、同年12月19日には山田亦介他7名が斬首された[42]。半左衛門は、長年に亘り援護活動をしていた尊皇攘夷派の11人、中でも20年来の付き合いであった親友宍戸真澂を失った[43]。
高杉晋作が奇兵隊を創設した文久3年（1863年）6月以降、各長州藩諸隊が組織され長州藩内の恭順派（幕府派、俗論派）を排除し正義派（維新派、尊攘派）に統一すべく高杉晋作ら各諸隊は、倒幕の準備を進めていた。元治元年（1864年）12月15日の功山寺挙兵（こうざんじきょへい）別名、回天義挙、元治の内乱により、恭順派の先方であり政務座にあった椋梨藤太らを排斥し実質的に正義派が、長州藩全体（防長2国（周防国、長門国））において実権を掌握することになる[43] [44] [45]。
この頃、慶応元年（1865年）から、倒幕を実現すべく勤王の志士の半左衛門邸宅への出入りが激しくなる [43]。半左衛門日記によれば、この出入りの様子が数枚にわたり書かれているが、以下に主要な部分を抜粋する[46]。
  - 慶応元年（1865年）9月3日
「奇兵隊　高杉晋作 殿　　山県狂介（有朋）殿　　野村和作（靖）殿
右当家に入り泊まり酒飯　出立川船にて吉田行き」
  - 慶応元年（1865年）9月17日
「木戸孝允（桂小五郎）様
上下四人当家に宿まり　山下七郎より引き請け」
  - 慶応元年（1865年）10月14日
「半左衛門
新地林八郎左衛門方で岡本孝作先宅にて木戸孝允君より御馳走出る候
高杉晋作君　 井上聞多（馨）君　伊藤春輔（伊藤博文）君　土佐藩壱人夕方までの候事」
  - 慶応2年（1866年）2月3日
「八ツ時半 高杉晋作事谷潜蔵殿宿まり（中略）紅屋喜兵衛民蔵宿まりの事 翌日長野の店屋まで見送る」
  - 慶応2年（1866年）2月14日
「井上聞多（馨） 殿
林半七殿御宿りより滞留」
  - 慶応2年（1866年）2月日不明
「政子堂払界　品川弥二郎　初井是之介 殿　八藤専作 殿と十人　宿まりのこと」
  - 慶応2年（1866年）4月2日
「雨天 谷潜蔵（高杉晋作）様と家内様その外御勢七人宿まりの事」
  - 慶応2年（1866年）7月19日
「夜中 奇兵隊新人　宍戸備前（親基）の内　藤掛源太郎殿 来臨」
  - 慶応2年（1866年）9月7日
「晴天 野村和作（靖）殿来る」
  - 慶応2年（1866年）11月19日
「晴天 桂（木戸孝允）様　宍戸（親基）様
御出立の事　御舟にて百介御供の事」
  - 慶応3年（1867年）4月4日
「奇兵隊 時山直八　岡部治人　元森然二郎　同中間一　右御宿まりの事」
  - 明治元年（1868年）4月23日
「宍戸小弥太（宍戸真澂の長男）中野家山根の家 引き払い 諸道具御売別の事」

半左衛門は、援護する勤皇の志士達に危険が迫った時のために対策部屋も備え付けていた。対策部屋とは、中野家書院に存する身を隠すために仕掛けられた三畳間とその天井裏部屋を指し、更に勤皇の志士達に危険が迫った時には、その天井裏部屋の窓から屋外、つまり半左衛門が工事をした木屋川へ逃げられるという仕組みになっていた[31]。
また、半左衛門は、来訪した勤皇の志士との会談については主に中野家別館、環流亭（学者であり祖父中玄子徳が学者達との談合の場にしていた。）で行っていた。上述（1.2 生い立ち）に記述したとおり、学者文士の環境の裡に育った半左衛門は、自身も中野家書院の居間にて倒幕運動の策を練り上げ、勤皇の志士たちの参謀的役割も担っていた[31]。

以上、中野半左衛門（景郷）の行為事実が示すものは、江戸幕末という日本国の潮目が変わる時期から明治維新が成熟するまでの期間、倒幕運動を進める勤皇の志士達への大庄屋格（要衝の最高位の役人）という立場による政治的支援行為、参謀的支援行為及び殖産興業富国策で得た莫大な富による財政的支援行為、並びに幕府軍を制圧した新政府軍（薩長同盟軍）への多額の献金によって維新の援護に資し近代日本の早期発展における中核的役割を担ったとまでは言い難いまでも、その一翼を担った行動行為にある。
その後、明治に入り文明開化のさきがけとともに明治7年（ 1874 年）2月12日、71歳で死去（病死に至る）。